# オランダ (アルバム)
『オランダ』（Holland）は、1973年にリリースされたザ・ビーチ・ボーイズのアルバム。
本作は1972年の夏にオランダにおいて、改造されたスタジオで録音され、リリース直前にロサンゼルスで急遽録音された2曲を加えてリリースされた。
『カール・アンド・ザ・パッションズ - ソー・タフ』がリリースされた頃、ジャック・ライリーはビーチ・ボーイズに、場所を変えてレコーディングを行えば気分転換になってインスピレーションも湧くとして、次回作をオランダで製作することを提案した。メンバーはブライアンの鬱病にも効果があると楽観的に考え、その提案に同意した。
しかし1972年の中頃までブライアンの精神疾患は悪化し、薬物の乱用も拡大していた。彼は以前に比べて寡作になり、メンバーはブライアンの創造力が回復することを望んでいた。ブライアンはオランダ行きを望まず、飛行機への搭乗を2度キャンセルし、3度目でようやくオランダ入りした。しかしブライアンはオランダでもドラッグ浸りで毎日を過ごし、アルバムの録音はカール・ウィルソンを始めとする残りのメンバーで行わなければならなかった。
本作の最も特異な点は、ボーナスとして加えられたEPであった。ブライアンによるおとぎ話『ヴァーノン山と小道』は、彼の自信作であったがメンバーには酷評された。カールはブライアンのためにEPとしてアルバムの付録にすることを決定した。ただ、大半がライリーによるナレーションである。

## 曲目
1. セイル・オン・セイラー - Sail On, Sailor (Brian Wilson/Tandyn Almer/Ray Kennedy/Jack Rieley/ Van Dyke Parks) 3:19
2. スティームボート - Steamboat (Dennis Wilson/Jack Rieley) 4:33
3. カリフォルニア・サーガ／ビッグ・サー - California Saga: Big Sur (Mike Love) 2:56
4. カリフォルニア・サーガ／ザ・ビークス・オブ・イーグルス - California Saga: The Beaks Of Eagles (Robinson Jeffers/ Al Jardine/Lynda Jardine) 3:49
5. カリフォルニア・サーガ／カリフォルニア - California Saga: California (Al Jardine) 3:21
6. ザ・トレイダー - The Trader (Carl Wilson/Jack Rieley) 5:04
7. リーヴィング・ディス・タウン - Leaving This Town (Ricky Fataar/ Blondie Chaplin/Carl Wilson/Mike Love) 5:49
8. オンリー・ウィズ・ユー - Only With You (Dennis Wilson/Mike Love) 2:59
9. ファンキー・プリティー - Funky Pretty (Brian Wilson/Mike Love/Jack Rieley) 4:09

### ヴァーノン山と小道 -Mount Vernon and Fairway (A Fairy Tale)
1. ヴァーノン山と小道（テーマ） - Mount Vernon And Fairway (Theme) (Brian Wilson) 1:34
2. 魔法の笛吹き（インストゥルメンタル） - I'm The Pied Piper (Instrumental) (Brian Wilson/Carl Wilson) 2:20
3. 早く帰ろう - Better Get Back In Bed (Brian Wilson) 1:39
4. 不思議なトランジスタ・ラジオ - Magic Transistor Radio (Brian Wilson) 1:43
5. 魔法の笛吹き - I'm The Pied Piper (Brian Wilson/Carl Wilson) 2:09
6. ラジオ王国 - Radio King Dom (Brian Wilson/Jack Rieley) 2:38